# Athyrium maoshanense
Athyrium maoshanense är en majbräkenväxtart som beskrevs av Ren-Chang Ching och P. S. Chiu. Athyrium maoshanense ingår i släktet Athyrium och familjen Athyriaceae. Inga underarter finns listade.